# 費爾曼 (伊利諾伊州)
費爾曼（英語：Fairman）是位於美國伊利諾伊州馬里昂縣的一個非建制地區。該地的面積和人口皆未知。

## 地理
費爾曼的座標為38°40′40″N 89°06′17″W / 38.67778°N 89.10472°W，而該地的平均海拔高度為180米（即591英尺）。